# Englebert Fisen
Englebert Fisen (Luik, ? 1655 - Luik, 15 april 1733) was een Zuid-Nederlands schilder van voornamelijk religieuze onderwerpen en portretten. Samen met Gérard Douffet, Walthère Damery, Bertholet Flémal, Jean-Guillaume Carlier en Philippe Coclers behoort hij tot de belangrijkste 17e-eeuwse barokschilders in het prinsbisdom Luik, ook wel Luikse School genoemd.

## Levensbeschrijving
Englebert Fisen werd in 1655 in de Luikse wijk Sainte-Madeleine geboren als zoon van de barbier Jean Fisen en Jeanne Herck. Hij ontving zijn schildersopleiding in het atelier van de toentertijd bekende Luikse schilder Bertholet Flémal. In 1671 vertrok hij naar Italië, zoals in die tijd gebruikelijk was voor aankomende kunstenaars. In Rome volgde hij lessen bij Carlo Maratta.
Na zijn terugkeer in Luik in 1679 kreeg hij meteen veel opdrachten, door hemzelf nauwkeurig bijgehouden in zijn administratie. Zo weten we dat hij tussen 1679 en 1729 zo'n 800 schilderijen, waarvan 500 portretten, vervaardigde. Vooral na zijn Kruisiging, die hij in 1684 schilderde voor de Sint-Bartolomeüskerk, steeg zijn reputatie tot grote hoogte. Wellicht door zijn succes en door het ontbreken van concurrentie, lijkt zijn werk na 1700 gemakkelijk en stereotiep te worden. Het Laatste Avondmaal in de Sint-Martinuskerk (Harlue) te Harlue is van zijn hand.
In 1692 huwde hij zijn nicht Anne-Catherine Campo, waarmee hij drie zoons en twee dochters kreeg. Hij overleed op 77-jarige leeftijd in Luik.
Fisen was een tijdgenoot en vriend van de Luikse beeldhouwer Jean Del Cour. Twee van zijn leerlingen waren Jean Delloye en Edmond Plumier.

## Selectie van werken
- Golgotha, 1684,  Sint-Bartolomeüskerk, Luik
- Martelaarschap van de Heilige Bartolomeüs, Sint-Bartolomeüskerk, Luik
- Aanbidding door de herders, Sint-Veronicakerk, Luik
- De instelling van het Feest van het Heilig Sacrament door de heilige Juliana van Cornillon (en 7 andere schilderijen), Sint-Maartensbasiliek, Luik
- Dood van de Heilige Benedictus van Nursia, Abdij de la Paix Notre-Dame, Luik
- Dood van de Heilige Scholastica, Abdij de la Paix Notre-Dame, Luik
- Opdracht in de tempel, Onze-Lieve-Vrouw-van-Viemmekerk, Faimes
- Geloof, Trouw en Harmonie bij de Luikse perroen, 1725, Stadhuis van Luik
- Daniël in de leeuwenkuil, 1729, Museum voor Schone Kunsten, Luik
- Nathan vermaant David, Musée d'Art et d'Archéologie, Senlis

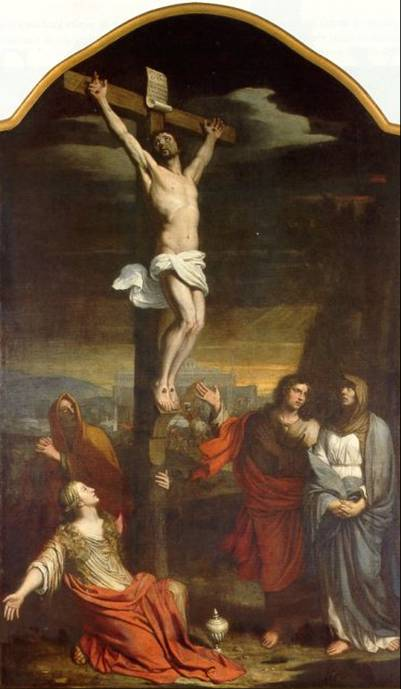
Golgotha
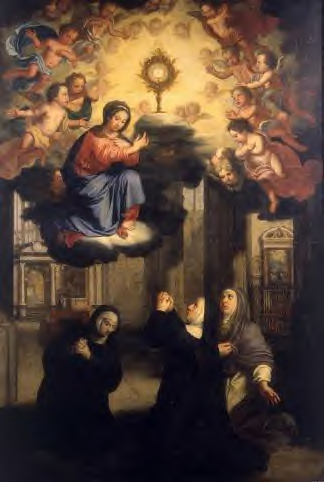
Sacramentsfeest
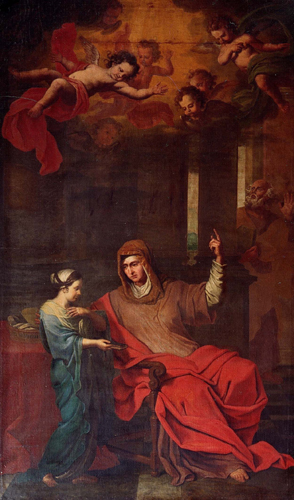
H. Maagd en H. Anna
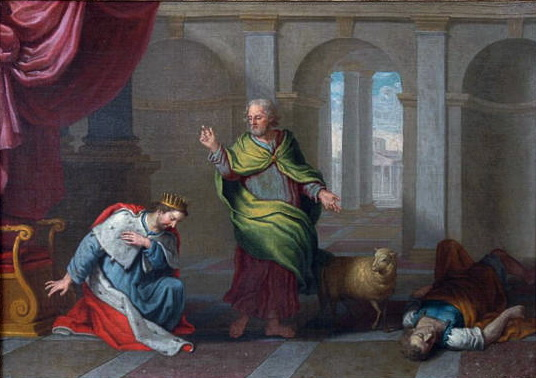
Nathan vermaant David